# 갈밭쥐
갈밭쥐(학명: Microtus fortis)는 물밭쥐의 일종이다. 중국 북부와 한반도를 포함하여 유라시아 북부와 중부 지역에서 발견된다. 대부분의 다른 밭쥐류보다 몸이 크고, 꼬리도 길다. 성체의 몸길이는 12–18 cm, 꼬리 길이는 4.7~5.7 cm 정도이다.

## 같이 보기
- 한국의 포유동물